# Рагімов Юніс Іскендер-огли
Юніс (Юнус) Іскендер-огли Рагімов (1907, місто Агдаш, тепер Азербайджан — ?) — азербайджанський радянський діяч, директор Агджабединської МТС Агджабединського району Азербайджанської РСР. Депутат Верховної Ради СРСР 4-го скликання.

## Життєпис
Народився в бідній селянській родині. З семирічного віку наймитував у заможних селян.
У 1929 році закінчив середню школу. З 1929 по 1933 рік навчався на агрономічному факультеті Азербайджанського сільськогосподарського інституту в місті Баку.
У 1933—1938 роках — агроном Бардинської машинно-тракторної станції (МТС) Азербайджанської РСР.
У 1938—1941 роках — старший агроном Агджабединської МТС Агджабединського району Азербайджанської РСР.
У 1941—1950 роках — директор Гіндархської МТС Агджабединського району.
Член ВКП(б) з 1943 року.
У 1950—1953 роках — директор Агджабединської лісозахисної станції.
З 1953 року — директор Агджабединської МТС Агджабединського району Азербайджанської РСР.
Подальша доля невідома.